# Syndrome ablépharie-macrostomie
 Mise en garde médicale
Le syndrome ablépharie-macrostomie appelé également syndrome AMS est une maladie rare correspond à l'association de plusieurs symptômes.

## Définition
Symptômes associés au syndrome :

Illustration de la transmission autosomique récessive

- des anomalies morphologiques de la tête et du visage (dont ablépharie, c'est-à-dire absence de paupières[2]) de cils et sourcils ou paupières peu développées, oreilles basses, et macrostomie c'est-à-dire malformation de la bouche) ;
- des anomalies des doigts (doigts courts et parfois palmés) ;
- des anomalies des organes génitaux externes ;
- des anomalies de la peau ;
- un retard de l'acquisition du langage
- avec parfois une malformation des mamelons (absents ou très petits) ou de la paroi abdominale (hernie abdominale ou ventrale), des cheveux anormalement minces et/ou clairsemés, les cheveux minces; une peau grossière, sèche, épaissie avec des plis excessifs, un léger retard mental.

C'est une maladie génétique très rare dont les causes sont mal comprises, mais certains cas semble indiquer une transmission sur un mode autosomique récessif. La mauvaise régulation du ou des gènes impliqués pourrait être proche de celle qui cause le Syndrome de Barber–Say (associant un hirsutisme en plus)
L'absence de paupières, ou des paupières trop petites peuvent entrainer l'ulcération et la dégradation de la cornée et de graves troubles de la vue ou la cécité.

## Traitements, soins
La chirurgie, la physiothérapie, l'ergothérapie, l'orthophonie, la psychomotricité ainsi qu'un soutien psychologique peuvent améliorer ou soulager une partie des maux ou symptômes associés à ce syndrome.